# 于汝翼
于汝翼，奉天海州卫人，清朝政治人物。貢生出身。
1660年，接替祖承勳任松江府知府一职，任内为官清廉；同年由刘洪宗接任。